# Leontinia
Leontinia és un gènere extint de mamífers notoungulats de la família dels leontínids que visqueren a Sud-amèrica durant l'Oligocè inferior, fa entre 28,4 i 29 milions d'anys. Se n'han trobat fòssils a l'Argentina i el Brasil. Les espècies d'aquest grup eren de la mida d'una vaca i tenien una banya al musell. Es tracta d'un dels gèneres més coneguts de leontínids, juntament amb Colpodon i Scarrittia. Fou anomenat en honor de Leontina, la muller del seu descriptor, Florentino Ameghino.